# Kazincbarcikai Közélet
A Kazincbarcikai Közélet egy kazincbarcikai regionális magazin volt 1989 és 2007 között.

## Előzmények
Kazincbarcika város első saját újságja 1954-ben indult Kazincbarcika címen, amely három évfolyamot ért meg.
1963-tól 1991-ig létezett a Borsodi Vegyész, amely hetente 4 oldalban jelent meg, és elsősorban a térség vegyipari dolgozóinak szólt, de a város mindennapi életéről is tudósított.

## Története
A magazin 1989 februárjától kezdetben havonta egyszer jelent meg (ára ekkor 8 Ft), első főszerkesztője Fekete Béla volt (egyben ekkor a Borsodi Vegyész főszerkesztője).
1990. február 15-től a lap új fejléccel, bővebb tartalommal, kéthetente (4, majd 6 Ft-ért) került Szilágyi Sándor szerkesztésében az olvasók elé. A szerkesztőség ebben az időszakban költözött a korábbi Fő téri irodájából a Jószerencsét út 10-be.
Az 1992. augusztus 13-i lapszám már ismét új főszerkesztő, Csontos László irányításával készült. Ekkor a kétheti lap példányszáma a nyári csúcsok idején elérte a 4500 példányt, ami 40 000-es városban kiemelkedően magas volt. A népszerűségét jelezte, hogy utcai rikkancsok is el tudták adni.
1994. augusztus 1-jétől Klementné Bíró Anikó főszerkesztésében a regionális magazin hetilappá alakult át.
Teljesen új formátumban került megjelenésre: 12-16 oldalon A/4-es méretben, s immáron nem a Borsodi Nyomda, hanem a Litoplan Kft. kivitelezésében. Ekkortól időszakosan Nyári és Téli Magazinok formájában több lapszám együtt jelent meg. 1996-tól a lap kikerült a kazincbarcikai önkormányzat fenntartásából, és a Barcika Közélet Kft. tulajdonává vált, s ezentúl nem várospolitikai lapként, hanem helyi, majd regionális lapként definiálta önmagát. Az ára folyamatosan változott: 13, 25, 35 Ft-ért lehetett megvásárolni.
Karajz Miklós 2000 nyarán vette át a főszerkesztést, s ezt a tisztet a lap megszűnéséig betöltötte. A lap a korábbi hagyományokat követve – hetilapként – sok képpel, illusztrációval, új és megújuló rovatokban számolt be a város és városkörnyék politikai, társadalmi, gazdasági, kulturális, sporteseményeiről. A lapnak ekkoriban internetes elérhetősége is volt.
2007 szeptemberében megszűnt a Kazincbarcikai Közélet hetilap. Az új - kezdetben kéthetente megjelenő -  folyóirat Kazincbarcikai Mozaik címen jelent meg Csurák Zsuzsanna főszerkesztésében. Az ingyenes, 11 500 példányban megjelenő színes nyomtatású Mozaik 2015 augusztusáig tájékoztatta a város lakóit a közéleti, gazdasági, kulturális és sporteseményekről.
2015. szeptember 4-től Kolor 7 címen, Hajnal József főszerkesztésében jelent meg Kazincbarcika és környékének kulturális és közéleti hetilapja.

## A Kazincbarcikai Közélet munkatársai
| - Aleváné Tamók Andrea - Bányácski Zsolt - Bárányné Barthal Dóra - Bencze András - Budai Gábor - Csurák Zsuzsanna - Dali Réka - Deme Róbert - Garan Ildikó - Hasulyó János - Hegedűsné Munkácsi Mónika - Hidvári Imre - Jakab Lajos - Kalácska Gábor - Király Marcell - Kónya Erika † - Kopa Raymond - Kovács Eszter - Kovács László | - Kriston Tamás - László Erzsébet - Lukács Balázs - Madai Ágota - Nagy Barbara - Novek Zsolt - Ökrös István - Pircs Anikó - Rajkai Zsomborné Bagi Aranka - Sándor László - Sinkó Judit - Szabó Nóra - Szathmáry-Király Ádámné - Széplaki Kálmán - Szűcs László † - Szűcsné Pál-Kutas Orsolya - Tóth Zoltán - Untener Gergely - Vizes Zoltán |

## Rovatai
| - Helyi tükör - Aktuális - Iránytű - Interjú - Portré - Önkormányzat - Ifi rovat - Irodalom - Kultúra - Krónika - Egyház - Rejtvény | - Kikapcsoló - Humor - Recept (Konyhai fortélyok) - Divat - Kert - Gazdaság - Vegyész Közélet (BorsodChem-oldal) - ÉRV-oldal - Zsaru - Sport - Pályaválasztás - Hirdetés |

## Főszerkesztői
| Idő                                       | Név                  |
| ----------------------------------------- | -------------------- |
| 1989. február – 1990. február             | Fekete Béla          |
| 1990. február – 1992. augusztus           | Szilágyi Sándor      |
| 1992. augusztus – 1994. július            | Csontos László       |
| 1994. július – 2000. augusztus            | Klementné Bíró Anikó |
| 2000. szeptember 1. – 2007. augusztus 31. | Karajz Miklós        |